# 病毒大流行特輯
病毒大流行特輯是美國的動畫劇集《南方四賤客》的一部特輯，也是《南方公园》第24季的第1集，片長約有一個小時之久，總排序為第308集，於2020年9月30日在喜劇中心首播，同時也是首次在MTV和MTV2上聯播。
與疫苗接種特輯一集相同，包括喜劇中心的官方網站與一部分的消息來源將該二集列為第二十四季的一部分，而其他的消息來源顯示「建議將長達一小時的分集與即將到來的季度分開」，例如Screen Rant。
該集針對美國對於COVID-19的反應、警察暴行和種族動亂的各個方面，包括心理健康、口罩問題、教育、排華和警察撤資等進行諷刺。評審表示對於社會的評論和幽默的表現傑出，但批評了該部特輯的時間太長，The Slate的亞當·比姆認為該集的長度不足以發展其各種故事線。這是整個《南方四賤客》七年以來收視率最高的劇集，獲得了超過405萬的觀眾收視，成為當晚收視率最高的節目。
喜劇中心首播後，該集也在《南方四賤客》的官方網站上發布免費收看版本，並也在喜劇中心的應用程序和具有TV Everywhere身份驗證的網站上發布。在首播的24小時後，線上平台HBO Max也上線了該集。這項服務是從維亞康姆CBS獲得該劇的播放權利後，在HBO Max上線的第一部《南方四賤客》的劇集，結束了以Hulu為主的第二線上平台。
2021年3月10日，喜劇中心播出了第二部再度以COVID-19大流行為主題的特別集疫苗接種特輯。

## 劇情
在2019冠状病毒病疫情的持續期間，大頭對他的父母不允許他參訪熊熊工作室感到不安。他的父親批評不正確佩戴防護口罩，嘲笑地稱其為「下巴尿布」，因為蘭迪·馬希上演的現場表演集會的人群分散了注意力，他宣布對由他的風骨農場。蘭迪的妻子雪倫斥責他試圖從大流行中獲利。
與此同時，阿ㄆㄧㄚˇ因為社交疏遠而欣喜若狂，這麼一來便可留在家中，通過假裝與Zoom課程的聯繫問題來避免實體的學校課程。不過他的母親莉亞那·卡特曼告訴他學校即將重新開放時，他的心情由喜悅變成了憤怒。
在風骨農場中，雪倫告訴蘭迪她的兄弟金寶·肯染上了病毒，但蘭迪堅持認為金寶單純只是生病了，因為他是一個「酗酒鬼」。蘭迪從電視新聞中獲悉，這場疫情始於武漢的一隻蝙蝠，這讓他想起了他上次到訪中國時和米奇與蝙蝠發生性關係的記憶。意識到他們對病毒負有責任，蘭迪打電話給米奇，然後在南方公園周圍閒逛，內疚地觀察病毒的負面影響。
阿ㄆㄧㄚˇ拜訪了凱子，抱怨不得不重返學校的前景。南方公園小學董事會召開了由麥基先生領導的Zoom會議。不過會議很快演變成一場大喊大叫的下流侮辱，使得麥基先生使用靜音按鈕。會議最終決定南方公園小學重新開放；然而，它將由現已解散的警察部隊管理，該部隊因警察暴力而失去了大部分資金。
回到風骨農場，蘭迪試圖阻止雪倫、雪妮和屎蛋觀看新聞，並得知該病毒實際上起源於穿山甲。蘭迪回憶起當時在中國也與一隻穿山甲發生性關係。
隨著當地學校重新開學，當地警察中士將阿ㄆㄧㄚˇ拖進來並將其銬在椅子上時，哈里森·耶茨正在努力適應教學。阿ㄆㄧㄚˇ試圖逃跑並與凱子發生衝突，這使警察開槍射擊托肯·布萊克。
來自武漢的穿山甲被帶到美國進行研究，希望能研製出疫苗。由於擔心他的動物戀會暴露，蘭迪偷偷將穿山甲帶來出來。米奇威脅要殺死蘭迪，並將他的DNA樣本發送給科學家以製造疫苗。蘭迪承諾找到治療方法，說服米奇給他更多時間。那天晚上，蘭迪潛入金寶的病房，給了他一個混合了蘭迪精液的大麻關節。第二天，雪倫通知蘭迪金寶已經康復。蘭迪開始用他的精液增強他的流行病特殊大麻，但當雪倫召喚他觀察金寶已經長出了與蘭迪相同的鬍子時被打斷了。當地醫院擠滿了受同一類型鬍鬚困擾的男性和女性患者。這時安東尼·弗契出現在電視上，告訴人們在鬍鬚所在的區域戴上口罩，而新聞主播則建議人們待在家裡，放鬆一下大流行特輯。
警方稱，托肯因冠狀病毒檢測呈陽性而住院，整個學校都被隔離，這更像是在警官監視下的監獄。大頭變得越來越沮喪，他可能永遠無法去參觀熊熊工作室，而屎蛋開始精神崩潰。白宮中，加里森總統接到屎蛋的電話，屎蛋告訴他其中一名學生真的病了，但加里森拒絕對這種病毒採取任何措施，因為墨西哥人和其他少數民族的死亡率高於白人。
屎蛋承諾帶大頭去熊熊工作室並說服學生們離開學校。南方公園爆發抗議、騷亂和搶劫，使警察能夠重新獲得資金和彈藥，以平息內亂。阿尼是被警察殺害的人之一。男孩們闖入了熊熊工作室，但屎蛋無法成功操作設備。當蘭迪介入並交出穿山甲時，警察正準備向男孩們開火。阿ㄆㄧㄚˇ抓住了穿山甲，打算殺死它，但當屎蛋發表慷慨激昂的演講時改變了主意。阿ㄆㄧㄚˇ將穿山甲交給了一位科學家，但加里森總統突然出現並用火焰噴射器燒死了穿山甲和科學家們。並提醒人們即將會舉行總統選舉。
其後發生了一場野火，南方公園被封鎖。蘭迪正準備向雪倫坦白自己的行為，卻發現她也留著小鬍子，於是決定再辦幾場特別節目。

## 收視
該集在喜劇中心首播時獲得了約230萬的觀眾收視，包括收看在MTV和MTV2上聯播的觀眾在內，共約有405萬名觀眾收看，使其成為自2014年〈自己的資金自己募〉一集以來收視率最高的《南方四賤客》劇集。該集是2020年9月30日晚間收視率排名第一的有線廣播。

## 外部連結
- 〈病毒大流行特輯〉 （页面存档备份，存于）. 喜劇中心.
- 互联网电影数据库上病毒大流行特輯的资料（英文）